# Oki (artiste)
Pour les articles homonymes, voir Oki.
Oki, de son vrai nom 加納沖 (Kanō Oki), est un artiste musicien japonais issu de l'ethnie indigène des Aïnous.
Il est le fils de Bikki, célèbre sculpteur, dont la renommée est particulièrement importante en Colombie-Britannique (Canada). Oki, à l'image de son père, utilise son art pour exposer sa culture ethnique.
Mêlant l’art ancestral du tonkori et du mukkuri avec la vague dub moderne, alternant les chansons traditionnelles aïnoues et ses propres compositions, il parcourt le monde pour faire connaître la musique aïnoue sous une forme à la fois traditionnelle et moderne, culturelle et personnelle.